# Атлантизм
Атлантизм або Євроатлантизм — геополітична філософія політичного, економічного та військового зближення держав Північної Америки та Західної Європи на базі спільних цінностей демократії, індивідуальної свободи та верховенства закону.
Теорія атлантизму зародилася в кінці Другої світової війни. Її основоположником вважають англійського географа та геополітика Гелфорда Маккіндера. На основі цієї ідеї був запущений план Маршалла, а 1949 року був заснований військово-політичний блок НАТО, метою якого стало запобігання поширенню радянського впливу на територію Західної Європи.
В XXI столітті, коли початкової причини появи атлантизму вже не існує, ця філософія набула нового відтінку у світлі «Війни проти тероризму». З 1991 року НАТО розширилось з 16 до 26 учасників, оскільки практично всі держави Варшавського договору увійшли до Північноатлантичного альянсу.